# Coupe du monde de ski alpin 2022-2023
Navigation
Édition précédente Édition suivante
La Coupe du monde de ski alpin 2022-2023 est la 57e édition de la Coupe du monde de ski alpin, compétition organisée annuellement. Elle se déroule du 22 octobre 2022 au 19 mars 2023, entrecoupée au mois de février par les championnats du monde 2023 à Courchevel-Méribel. Les finales de la Coupe du monde ont lieu à Soldeu.
Marco Odermatt et Mikaela Shiffrin conservent leurs gros globes de cristal et tournent tous deux une page de l'histoire du ski alpin. Le skieur suisse, qui gagne le classement général pour la deuxième fois consécutive, agrémenté des petits globes du super-G et du slalom géant, bat un record masculin vieux de 23 ans, établi au terme de la saison 1999-2000 par Hermann Maier, avec 2000 points. En gagnant sa treizième course de la saison (record masculin de succès en un hiver désormais partagé avec Maier, Stenmark et Hirscher)  le 18 mars lors des finales en Andorre, il porte son total à 2042 points.
L'Américaine, quant à elle, dépasse le record de victoires hommes et femmes confondus d'Ingemar Stenmark établi en 1989 avec quatre-vingt-six victoires : Shiffrin obtient la quatre-vingt-septième de sa carrière le 11 mars en gagnant le slalom géant de Åre, et bat d'autres records : ceux, féminins, des victoires en slalom géant (21), et des podiums en carrière (138). Elle s'assure par ailleurs son cinquième gros globe à sept courses de la fin, gagnant aussi son deuxième trophée du slalom géant et son septième du slalom. De leur côté, Sofia Goggia (pour la troisième fois consécutive et la quatrième en tout) et Aleksander Aamodt Kilde conservent leur suprématie en descente. Lara Gut-Behrami enlève son quatrième petit globe du super-G en dépassant ses rivales à la dernière course, comme Lucas Braathen qui s'adjuge le trophée du slalom masculin à 22 ans.
En raison de l'Invasion de l'Ukraine par la Russie en 2022, les athlètes russes et biélorusses sont interdits de compétition pour toute la saison.

## Programme de la saison
La saison commence par la traditionnelle étape d'ouverture les 23 et 24 octobre à Sölden et se termine par les finales à Soldeu en mars 2023. La Coupe du monde se met en pause en février 2023 pour laisser la place aux Championnats du monde à Courchevel et Méribel. Dans un programme qui respecte un parfait équilibre entre épreuves techniques (slalom, géant) et de vitesse (descente, super-G), le combiné alpin ne réapparaît pas. Les épreuves parallèles, bien que critiquées par les coureurs, et dont diverses formules ont été testées les saisons passées, conservent deux rendez-vous : un géant parallèle (hommes et femmes) en début de saison, et un Team Event lors des finales.

### Saison des messieurs
43 épreuves sont prévues au départ pour les messieurs cette saison et se composent de :
- 14 épreuves de descente
- 7 épreuves de super-G
- 10 épreuves de slalom géant
- 10 épreuves de slalom
- 2 épreuves de parallèle dont 1 par équipe (mixte).

Ces épreuves se déroulent sur 20 sites en Europe et en Amérique du Nord.

### Saison des dames
42 épreuves sont prévues au départ pour les dames cette saison et se composent de :
- 11 épreuves de descente
- 9 épreuves de super-G
- 10 épreuves de slalom géant
- 11 épreuves de slalom
- 2 épreuves de parallèle dont 1 par équipe (mixte).

Ces épreuves se déroulent sur 20 sites en Europe et en Amérique du Nord.

### Attribution des points
Le système donne 100 points au vainqueur puis un nombre de points décroissant jusqu'à la 30e place. Il a changé plusieurs fois ; le système actuel date de la saison 1992-1993.
| Place  | 1   | 2  | 3  | 4  | 5  | 6  | 7  | 8  | 9  | 10 | 11 | 12 | 13 | 14 | 15 | 16 | 17 | 18 | 19 | 20 | 21 | 22 | 23 | 24 | 25 | 26 | 27 | 28 | 29 | 30 |
| ------ | --- | -- | -- | -- | -- | -- | -- | -- | -- | -- | -- | -- | -- | -- | -- | -- | -- | -- | -- | -- | -- | -- | -- | -- | -- | -- | -- | -- | -- | -- |
| Points | 100 | 80 | 60 | 50 | 45 | 40 | 36 | 32 | 29 | 26 | 24 | 22 | 20 | 18 | 16 | 15 | 14 | 13 | 12 | 11 | 10 | 9  | 8  | 7  | 6  | 5  | 4  | 3  | 2  | 1  |

## Tableau d'honneur
| Discipline        | Homme                   | Femme            |
| ----------------- | ----------------------- | ---------------- |
| Général           | Marco Odermatt          | Mikaela Shiffrin |
| Descente          | Aleksander Aamodt Kilde | Sofia Goggia     |
| Slalom            | Lucas Braathen          | Mikaela Shiffrin |
| Géant             | Marco Odermatt          | Mikaela Shiffrin |
| Super-G           | Marco Odermatt          | Lara Gut-Behrami |
| Coupe des nations | Suisse                  | Suisse           |

## Déroulement de la saison
La saison commence comme de tradition sur la piste du glacier Rettenbach à Sölden pour deux géants, mais seuls les hommes peuvent courir le 23 octobre, la météo empêchant le lendemain l'organisation de la course féminine. Le tenant du gros globe de cristal Marco Odermatt creuse de gros écarts en première manche et gère son second parcours pour gagner le huitième géant de sa carrière et sa douzième course de Coupe du monde. Il devance Žan Kranjec et Henrik Kristoffersen sur le podium. Les annulations pour manque de neige se succèdent par la suite (épreuves de vitesse de Zermatt/Cervinia, parallèles de Zürs). Les femmes démarrent finalement leur saison sur la « Black » de Levi pour deux slaloms les 19 et 20 novembre, et c'est Mikaela Shiffrin qui s'impose les deux fois. Elle porte ainsi encore plus haut son record de victoires en slalom (49), parvient à un total de 76 victoires en carrière, et devient la première skieuse de l'histoire à avoir gagné six fois en slalom sur la même piste. Le week-end du 25 au 27 novembre, les hommes se rendent à Lake Louise au Canada, des épreuves qui pourraient ne plus faire partie de la coupe du monde à l'avenir. La première descente est annulée à cause du brouillard et reportée au lendemain, à la place du super-G prévu. Cette descente est remportée par Aleksander Aamodt Kilde, qui s'impose avec 6 centièmes d'avance sur Daniel Hemetsberger et 10 sur Marco Odermatt. Le super-G de Lake Louise est remporté par Marco Odermatt devant Aleksander Aamodt Kilde et Matthias Mayer. Du côté des femmes, le géant de Killington est remporté par Lara Gut-Behrami, ce qui constitue son 5e succès en géant, et le 35e en coupe du monde. Le podium est complété par Marta Bassino à 7 centièmes et Sara Hector à 20 centièmes. Le lendemain, le slalom est remporté ex æquo par Wendy Holdener et Anna Swenn-Larsson, la première victoire en slalom pour chacune des deux skieuses. Le meilleur temps de seconde manche est celui de Franziska Gritsch, qui remonte ainsi de la 30e à la 8e place. Mikaela Shiffrin conserve la tête du classement de slalom avec 245 points, devant Wendy Holdener et ses 220 points. Les femmes rejoignent Lake Louise la semaine suivante, où Sofia Goggia remporte ses 13e et 14e victoires en descente,. Deux fois sur le podium en descente, Corinne Suter remporte le super-G sur le fil. Chez les messieurs, la première descente de Beaver Creek est annulée pour cause de forts vents et de chutes de neige. Aleksander Aamodt Kilde réalise le doublé sur la descente du samedi et le super-G du dimanche,. Il conserve ainsi la tête du classement de descente, suivi par Marco Odermatt et ses deux podiums dans la discipline. Au niveau du super-G, les deux athlètes se retrouvent en tête à égalité, avec chacun une victoire et une deuxième place. À Val d'Isère, Marco Odermatt remporte le géant avec 1 s 40 d'avance sur son dauphin Manuel Feller et 2 s 5 sur le troisième Žan Kranjec, et il signe son sixième podium en six courses depuis le début de la saison.
Le premier slalom de la saison, discipline dans laquelle Marco Odermatt ne s'aligne pas, est remporté par le norvégien Lucas Braathen. Chez les femmes, Marta Bassino gagne le géant de Sestrières devant Sara Hector et Petra Vlhová. Le lendemain, Wendy Holdener remporte son deuxième slalom consécutivement au premier, cette fois-ci seule victorieuse devant Mikaela Shiffrin et Petra Vlhová. La première descente de St-Moritz le vendredi 16 décembre voit s'imposer un duo italien, Elena Curtoni devant Sofia Goggia, cette dernière s'étant blessé à la main durant la course. Elle fait l'aller-retour entre St-Moritz et Milan le jour même pour se faire opérer, puis remporte la descente du samedi avec la main gauche fixée à son bâton de ski par du ruban adhésif. La Slovène Ilka Štuhec et l'Allemande Kira Weidle montent chacune sur le premier podium de leur saison. Le dimanche, Mikaela Shiffrin remporte le super-G, qui est son 77e succès en coupe du monde. Les messieurs sont parallèlement en Italie, où cinq courses sont prévues sur cinq jours, d'abord en vitesse à Val Gardena, puis en technique à Alta Badia. C'est une décision critiquée par certain athlètes. La descente du jeudi 15 décembre est la reprogrammation de la descente annulée de Beaver Creek. Cette descente est remportée par Vincent Kriechmayr devant Marco Odermatt et son compatriote Matthias Mayer. Aleksander Aamodt Kilde reste néanmoins en tête du classement de descente avec 245 points, suivi de près par Marco Odermatt et ses 220 points, qui signe sont septième podium de la saison en sept courses disputées. Le super-G du vendredi est annulé pour cause de brouillard. La deuxième descente le samedi 17 décembre est remportée par Aleksander Aamodt Kilde, alors que Vincent Kriechmayr ne marque aucun point, deux jours après sa victoire. À 41 ans, Johan Clarey signe le premier podium de sa saison et le dixième de sa carrière, toujours à la poursuite d'une première victoire. Trois Français occupent par ailleurs le top-6 lors de cette course, notamment Cyprien Sarrazin qui part avec le dossard 61 et termine sixième. Le premier des deux géants d'Alta Badia est remporté par Lucas Braathen devant son compatriote Henrik Kristoffersen à 2 centièmes. Marco Odermatt complète le podium à la 3e place. Le meilleur temps de la deuxième manche est signé par l'Andorran Joan Verdú, qui remonte ainsi de la 28e à la 12e place.
Le lundi 19 décembre, Marco Odermatt s'impose lors du deuxième géant, avec 20 centièmes d'avance sur Henrik Kristoffersen qui termine deuxième. Le Suisse continue à mener le classement de géant avec 360 points, soit 95 d'avance sur Henrik Kristoffersen, et 796 points au général, suivi par Aleksander Aamodt Kilde avec 525 points après 11 courses. Pour la dernière course avant Noël, Daniel Yule rempote le slalom de Madonna di Campiglio le jeudi 22 décembre en nocturne, ce qui constitue sa troisième victoire sur cette piste, la cinquième en tout. Henrik Kristoffersen termine à la deuxième place pour la troisième course de suite, et l'Allemand Linus Strasser complète le podium. Passé de la première à la quatrième place après la deuxième manche, Lucas Braathen conserve néanmoins la tête du classement de slalom. À Bormio, Vincent Kriechmayr s'affirme comme l'arbitre du duel Odermatt-Kilde en s'imposant pour la deuxième fois en descente après son succès à Val Gardena. L'année civile s'achève le 29 décembre par une démonstration de Marco Odermatt dans le Super-G disputé sur la Stelvio verglacée de Bormio, sa cinquième victoire de la saison, sa sixième dans la discipline et la seizième de sa carrière qui lui permet de creuser un écart de 329 points sur Kilde au classement général.
Mikaela Shiffrin retrouve pour sa part son rythme de ses meilleures saisons (de 2017 à 2019) en réalisant une série de cinq victoires consécutives dans trois disciplines. Elle remporte pour commencer le Super-G de Saint-Moritz le 18 décembre, enchaîne par un triplé sur la piste Panorama de Semmering en s'imposant dans les deux géants puis dans le slalom, avant de démarrer l'année 2023 par un triomphe dans le slalom de Zagreb le 4 janvier, malgré l'état du terrain fortement dégradé par les températures printanières. Il s'agit de sa  cinquante-et-unième victoire dans la discipline pour un total de 81 victoires en carrière qui la rapproche à un succès du record de sa compatriote Lindsey Vonn et à cinq du record absolu d'Ingemar Stenmark. Elle prend par la même occasion le large au classement général de la Coupe du monde avec une avance de 389 points sur Petra Vlhová. Le même jour, Henrik Kristoffersen remporte sa première course de la saison en creusant de gros écarts dans le slalom de Garmisch-Partenkirchen, où le champion olympique Clément Noël marque ses premiers points de l'hiver en se classant troisième.
Les 7 et 8 janvier, les femmes s'affrontent sur deux slaloms géants à Kranjska Gora. Le premier est remporté par la Canadienne Valérie Grenier, ce qui constitue son premier succès en coupe du monde. Le podium est complété par Marta Bassino et Petra Vlhová. Le lendemain, Mikaela Shiffrin gagne la course et égale donc le record de Lindsey Vonn avec 82 succès à son actif. Federica Brignone monte sur le premier podium de sa saison, et la tête du classement du géant reste entre les mains de Marta Bassino, avec 25 points d'avance sur Shiffrin. À Adelboden, sur le Chuenisbärgli, Marco Odermatt remporte la victoire pour la deuxième année consécutive. Tout comme Mikaela Shiffrin, il dépasse les 1 000 points au classement général de la coupe du monde à l'issue de ce samedi de course. Le slalom du dimanche est marqué par un doublé norvégien de Lucas Braathen et Atle Lie McGrath, le vainqueur reprenant ainsi la tête du classement de la discipline.
Le week-end suivant, Aleksander Aamodt Kilde réalise un doublé à Wengen en gagnant le super-G puis la descente, alors que son rival et leader du classement général Marco Odermatt est deux fois sur le podium (3e du super-G et 2e de la descente). Et pour conclure dans la station de l'Oberland Bernois, le 15 janvier, c'est Henrik Kristoffersen qui remporte le slalom, reprenant la tête du classement de la discipline. Chez les Dames, à Sankt Anton, Federica Brignone signe sa première victoire de la saison et la 21e de sa carrière en gagnant le premier Super-G, avant de terminer le lendemain deuxième derrière Lara Gut-Behrami dans le deuxième Super-G, la 18e victoire de la suissesse dans la spécialité et la 36e de sa carrière. Mikaela Shiffrin et Petra Vlhová, les deux premières du général féminin, ne participent pas à ces épreuves de vitesse en Autriche.
Du 20 au 22 janvier pour les femmes, l'Olympia Delle Tofane de Cortina d'Ampezzo accueille deux descentes et un Super-G. Sofia Goggia gagne la première, puis chute en vue de l'arrivée de la deuxième, laissant la victoire à Ilka Štuhec, la slovène double championne du monde de la spécialité en 2017 et 2019 et qui n'avait plus gagné en Coupe du monde depuis décembre 2018, soit 1 494 jours. Le dimanche, Ragnhild Mowinckel s'impose à l'arrivée du Super-G et s'empare du dossard rouge de leader de la discipline. Mikaela Shiffrin, quatrième de la première descente, puis septième de la seconde et du Super-G, accumule les points en tête du classement général face à Petra Vlhová qui n'est pas présente dans la station des Dolomites. L'avance de l'Américaine est désormais de 521 points.
De leur côté, les hommes sont à Kitzbühel pour deux descentes sur la redoutable Streif puis un slalom sur la piste Ganslern. La première descente est gagnée par Vincent Kriechmayr, qui s'était déjà imposé là en Super-G deux ans plus tôt, mais qui gagne devant son public pour la première fois dans la discipline. Marco Odermatt manque de tomber, fait un grand écart pour se rattraper et se fait mal au genou, ce qui entraîne son forfait pour la suite du programme à Kitzbühel. Le lendemain, c'est le meilleur descendeur de l'hiver Aleksander Aamodt Kilde qui l'emporte après s'être fait une grosse frayeur la veille. C'est sa septième victoire de la saison et sa cinquième en descente. À 42 ans, Johan Clarey améliore encore son record de plus vieux skieur à être monté sur un podium en Coupe du monde, en terminant deuxième à 67 centièmes de seconde. C'est la cinquième fois de sa carrière qu'il termine parmi les trois premiers après avoir dévalé la Streif. Daniel Yule gagne pour sa part le slalom, son deuxième succès de la saison après Madonna di Campiglio. Meilleur temps de la seconde manche, Dave Ryding remonte quatorze places pour terminer deuxième sur la piste où, unique vainqueur britannique en Coupe du monde, il s'est imposé un an plus tôt.
Le mardi 24 janvier à Plan de Corones/Kronplatz, Mikaela Shiffrin bat avec panache le record féminin de victoires, remportant les deux manches du slalom géant disputé sur la piste Erta, sa dix-huitième victoire dans la discipline, mais surtout, la quatre-vingt-troisième de sa carrière, dépassant donc le total de sa compatriote Lindsey Vonn et continuant à s'approcher du record absolu d'Ingemar Stenmark  (86). Elle enregistre sa neuvième victoire de la saison, et s'empare du maillot rouge de leader de la discipline. Le lendemain, elle s'impose encore dans le deuxième géant disputé dans la station des Dolomites, ce qui porte son total à 84 victoires et à 19 dans la discipline, à un succès du total record de Vreni Schneider. Par ailleurs, elle trace à vive allure son chemin vers un cinquième gros globe de cristal avec 1 517 points et 611 unités d'avance sur sa nouvelle dauphine au classement général, Lara Gut-Behrami.
Les slalomeurs skient le même mardi dans l'ambiance surchauffée de la course nocturne de Schladming. Après avoir réalisé le septième temps de la première manche, Clément Noël retrouve son meilleur niveau sur le deuxième tracé et remporte la dixième victoire de sa carrière. C'est son premier succès depuis son titre olympique 2022, sa première victoire en Coupe du monde depuis le slalom de Val d'Isère le 12 décembre 2021, et le premier succès français en Coupe du monde de la saison. Le lendemain, la station autrichienne accueille un géant sous les projecteurs sur la piste de la Planai et Loïc Meillard s'impose pour sa première victoire dans la discipline, signant un doublé suisse avec Gino Caviezel. Le meilleur géantiste de l'hiver Marco Odermatt déclare forfait, souffrant encore de son genou gauche après son rattrapage spectaculaire sur la Streif quatre jours plus tôt.
De retour les 28 et 29 janvier, Marco Odermatt domine les deux Super-G de Cortina d'Ampezzo sur l'Olympia delle Tofane, s'imposant d'abord devant son grand rival de l'hiver Aleksander Aamodt Kilde, puis devançant Dominik Paris le lendemain pour prendre le large au classement général comme à celui de la discipline avec sa huitième victoire de la saison, puisque Kilde est sorti du tracé lors de la deuxième course.
Dans le même temps à Špindlerův Mlýn, Mikaela Shiffrin signe sa cinquante-deuxième victoire en slalom, se montrant à nouveau intouchable en réalisant le meilleur temps des deux manches, accompagnée par Wendy Holdener et Lena Dürr sur le podium, pour fêter sa quatre-vingt-cinquième victoire (sa onzième cette saison), à un succès du record absolu d'Ingemar Stenmark. Alors que le lendemain, large première de la manche initiale, elle s'apprête à l'égaler, encore en tête au dernier intermédiaire, la skieuse du Colorado est finalement battue de 6/100e de seconde par Lena Dürr. Ce deuxième succès en Coupe du monde intervient pour la skieuse allemande dix ans jour pour jour après sa victoire dans le City Event de Moscou. Lors de ce deuxième slalom dans la station tchèque, Zrinka Ljutić obtient trois jours après avoir fêté ses 19 ans le premier podium de sa carrière en terminant troisième, alors que Shiffrin s'assure définitivement le petit globe du slalom (son septième trophée de cristal dans la discipline) puisqu'elle ne peut plus être rejoindre avec deux courses restant à disputer,. La dernière course avant les Mondiaux 2023 en France est le slalom hommes de Chamonix disputé le 4 février sur la Verte des Houches. Il est remporté par Ramon Zenhäusern devant le skieur qui réalise le 21e temps de la première manche et le meilleur de la seconde manche, AJ Ginnis qui court sous les couleurs grecques et obtient le premier podium de l'histoire de son pays sur la Coupe du monde de ski alpin.
Pour le premier week-end de compétition après les Mondiaux, les hommes sont en Californie à Palisades Tahoe pour un géant et un slalom et les femmes à Crans Montana pour deux épreuves de vitesse qui en raison de la météo sont réduites à une seule descente dont le départ est maintes fois reporté. Celle-ci est gagnée par Sofia Goggia, son cinquième succès de l'hiver dans la discipline et un quatrième petit globe de la descente qui se rapproche pour elle. Dans cette course, et avec son dossard élevé (no 26), Laura Gauché termine troisième à 41/100e de l'Italienne, le premier podium de sa carrière en Coupe du monde et le premier pour la France en dix ans dans la discipline. Dans les montagnes californiennes, Marco Schwarz, tout frais double médaillé aux championnats du monde signe sa première victoire de la saison, et la première en slalom géant, réussissant à devancer le roi incontesté de la discipline Marco Odermatt 3/100e de seconde à l'arrivée de la seconde manche. Le skieur suisse no 1 mondial est désormais tout proche du petit globe de la spécialité et de la victoire au classement général. Cela reste en revanche très indécis concernant le trophée du slalom avec une seule course restant à disputer. Ce slalom disputé sous la neige débouche sur la première victoire du Norvégien Alexander Steen Olsen dans la confusion, puisque le phénomène grec AJ Ginnis qui l'a devancé d'un centième de seconde, est ensuite disqualifié pour avoir enfourché en plein brouillard, ce qui occasionne de longues minutes d'attente pour la difficile vérification des images. Steen Olsen l'emporte devant Timon Haugan, suivi de Albert Popov et Clément Noël troisièmes ex-aequo. Cinquième, Henrik Kristoffersen reprend neuf point à Lucas Braathen  qui se classe septième et qui en tête du classement, ne le devance que de 32 points. Les Suisses Daniel Yule et Ramon Zenhäusern restent aussi dans la course.
À Kvitfjell, où les femmes reviennent courir sur l'Olympiabakken, Cornelia Hütter remporte le 3 mars la première victoire de l'équipe d'Autriche féminine cette saison en s'imposant dans le Super-G. Le lendemain, Kajsa Vickhoff Lie signe dans la descente et à domicile, la première victoire de sa carrière. Cinquième de cette course après avoir terminé quatrième du Super-G, Mikaela Shiffrin s'assure définitivement son cinquième gros globe de cristal. Avec un total de 1 792 points et sept courses restant à disputer, elle ne peut plus être rejointe, sa plus proche poursuivante Lara Gut-Behrami cumulant 996 points, alors qu'un maximum de 700 points reste à prendre. Pour sa part, Sofia Goggia, deuxième de la descente à 29/100e de Lie, fait le signe "4" avec sa main dans l'aire d'arrivée : elle gagne son quatrième petit globe de la descente, ne pouvant elle non plus être rejointe en tête de ce classement de spécialité. Le week-end à Kvitfjell se conclut par un étonnant triplé autrichien à l'arrivée du deuxième Super-G, avec Nina Ortlieb, Stephanie Venier et Franziska Gritsch. Parties toutes trois avec respectivement les dossards no 26, no 29 et no 31, elles bénéficient en effet d'une belle éclaircie, alors que celles qui les ont précédées ont skié sous les chutes de neige.
Les 4 et 5 mars, les hommes sont à Aspen, où les deux meilleurs skieurs de la saison répondent présent, et repartent du Colorado avec du cristal en mains. Aleksander Aamodt Kilde gagne la descente, sa sixième victoire de la saison dans la discipline, dont il remporte le classement pour la deuxième fois consécutive à une course de la fin de saison. troisième de cette course, Marco Odermatt s'impose ensuite dans le Super-G, une discipline qu'il a entièrement dominée cet hiver (cinq victoires sans jamais quitter le podium en sept courses), et s'adjuge le petit globe pour la première fois. Pour le gros globe, son total de 1 626 points lui confère une avance de 386 unités sur Kilde avec, les concernant, cinq courses rentant à disputer.
Le 10 mars à Åre, à l'endroit même où elle a signé son premier succès en Coupe du monde (un slalom) le 20 décembre 2012, et à trois jours de ses 28 ans, Mikaela Shiffrin égale le record absolu de 86 victoires en ski alpin qui était la propriété d'Ingemar Stenmark depuis 1989 et sa dernière victoire en slalom géant à Aspen. En remportant le géant, après avoir creusé de gros écarts en première manche, pour terminer devant Federica Brignone et Sara Hector, elle s'adjuge le petit globe de la discipline, seulement son deuxième après 2019. Elle parvient aussi à vingt victoires en slalom géant, dont six cette seule saison, ce qui lui permet d'égaler le plus grand nombre de victoires, que détenait seule Vreni Schneider. 24 heures plus tard, et comme cette saison à Semmering, elle réalise le doublé en signant sa cinquante-troisième victoire en slalom, et surtout la quatre-vingt-septième de sa carrière, pour devenir la seule détentrice du record de succès tous sexes confondus. Ingemar Stenmark lui prédit plus de 100 victoires
À Kranjska Gora les 11 et 12 mars, Marco Odermatt n'est pas en reste : il écrit lui aussi sa légende en gagnant deux slaloms géants coup sur coup, partageant les deux fois le podium avec les mêmes skieurs : Henrik Kristoffersen (3e et 2e) et Alexis Pinturault (2e et 3e). Odermatt parvient déjà à vingt-deux victoires en carrière, dont onze cette saison, il s'adjuge son deuxième gros globe de cristal consécutif, ainsi que le petit globe du slalom géant qui s'ajoute à celui du super-G.
Le 15 mars, les finales de Coupe du monde à Soldeu commencent par les descentes alors que les petits globes hommes et femmes sont déjà joués. Chez les hommes, Vincent Kriechmayr met un point final l'exercice de vitesse par sa quatrième victoire de la saison. Il est au classement le dauphin d'Aleksander Aamodt Kilde qui sur les dix descentes de la saison a gagné les six autres. Du côté féminin, Ilka Štuhec, championne du monde 2017 et 2019 et qui a connu une série de blessures importantes depuis lors, prouve son retour au plus haut niveau (elle a déjà gagné la descente de Cortina d'Ampezzo cette saison) en gagnant la « der » sur la piste Aliga d'El Tarter, avec un podium de « reines », Sofia Goggia deuxième et gagnante du petit globe, Lara Gut-Behrami troisième. Le lendemain, cette dernière coiffe au poteau Elena Curtoni qui la devançait de 19 points au classement du Super-G, en remportant la huitième et dernière course de l'hiver dans la discipline. L'Italienne qui ne prend que la 10e place, recule au quatrième rang et sa compatriote Federica Brignone, deuxième de la course, termine aussi deuxième au classement derrière Gut-Behrami qui s'adjuge son quatrième petit globe de cristal de la spécialité. Marco Odermatt réalise un doublé en gagnant d'abord le Super-G puis en dominant très largement le slalom géant le 18 mars : d'une part il égale le record masculin de victoires en un hiver ; il s'agit de sa treizième. D'autre part, il bat le record de points de  Hermann Maier (2000 points tout rond au terme de la saison 1999-2000) en parvenant à un total de 2042 points au classement général.
Les dernières courses de cette édition de la Coupe du monde sont le géant femmes et le slalom hommes. Mikaela Shiffrin s'impose pour la septième fois dans la discipline cet hiver, et y compte désormais 21 victoires en carrière (battant les 20 succès de Vreni Schneider en géant), portant son record de succès 88 victoires et améliorant celui des podiums féminins (138). Chez les hommes, le dénouement pour le petit globe du slalom a lieu avec les derniers partants de la deuxième manche : en devançant Henrik Kristoffersen, Lucas Braathen s'offre son premier trophée de cristal à 22 ans : les deux norvégiens montent sur le podium de la course remportée par Ramon Zenhäusern.

## Classement général
| Rang | Nom                     | Points | Victoire(s) | Podium(s) |
| ---- | ----------------------- | ------ | ----------- | --------- |
|      | Marco Odermatt          | 2042   | 13          | 22        |
| 2    | Aleksander Aamodt Kilde | 1340   | 8           | 13        |
| 3    | Henrik Kristoffersen    | 1154   | 2           | 11        |
| 4    | Lucas Braathen          | 954    | 3           | 7         |
| 5    | Vincent Kriechmayr      | 953    | 4           | 5         |
| 6    | Loïc Meillard           | 877    | 1           | 5         |
| 7    | Marco Schwarz           | 863    | 1           | 4         |
| 8    | Alexis Pinturault       | 839    |             | 3         |
| 9    | Manuel Feller           | 546    |             | 3         |
| 10   | Ramon Zenhäusern        | 467    | 2           | 3         |
| 11   | Žan Kranjec             | 464    |             | 3         |
| 12   | James Crawford          | 462    |             | 3         |
| 13   | Gino Caviezel           | 438    |             | 1         |
| 14   | Mattia Casse            | 431    |             | 3         |
| 15   | Andreas Sander          | 421    |             | 2         |
| 16   | Daniel Hemetsberger     | 414    |             | 2         |
| 17   | Daniel Yule             | 401    | 2           | 3         |
| 18   | Dominik Paris           | 384    |             | 1         |
| 19   | Johan Clarey            | 374    |             | 2         |
| 20   | Atle Lie McGrath        | 364    |             | 1         |

| Rang | Nom                     | Points | Victoire(s) | Podium(s) |
| ---- | ----------------------- | ------ | ----------- | --------- |
|      | Mikaela Shiffrin        | 2206   | 14          | 18        |
| 2    | Lara Gut-Behrami        | 1217   | 3           | 9         |
| 3    | Petra Vlhová            | 1125   | 2           | 9         |
| 4    | Federica Brignone       | 1069   | 1           | 7         |
| 5    | Sofia Goggia            | 916    | 5           | 8         |
| 6    | Ragnhild Mowinckel      | 903    | 1           | 4         |
| 7    | Wendy Holdener          | 858    | 2           | 5         |
| 8    | Marta Bassino           | 749    | 1           | 7         |
| 9    | Elena Curtoni           | 666    | 1           | 4         |
| 10   | Sara Hector             | 636    |             | 4         |
| 11   | Ilka Štuhec             | 602    | 2           | 4         |
| 12   | Corinne Suter           | 571    | 1           | 5         |
| 13   | Michelle Gisin          | 552    |             |           |
| 14   | Cornelia Hütter         | 512    | 1           | 4         |
| 15   | Paula Moltzan           | 506    |             | 1         |
| 16   | Tessa Worley            | 500    |             |           |
| 17   | Lena Dürr               | 493    | 1           | 4         |
| 18   | Anna Swenn-Larsson      | 470    | 1           | 4         |
| 19   | Mirjam Puchner          | 462    |             |           |
| 20   | Thea Louise Stjernesund | 406    |             | 1         |

## Classements de chaque discipline

### Descente
| Rang | Nom                 | Points | Victoire(s) | Podium(s) |
| ---- | ------------------- | ------ | ----------- | --------- |
|      | Aleksander A. Kilde | 760    | 6           | 7         |
| 2    | Vincent Kriechmayr  | 614    | 4           | 4         |
| 3    | Marco Odermatt      | 462    |             | 5         |
| 4    | Johan Clarey        | 343    |             | 2         |
| 5    | James Crawford      | 326    |             | 3         |
| 6    | Mattia Casse        | 288    |             | 2         |
| 7    | Niels Hintermann    | 267    |             | 1         |
| 8    | Romed Baumann       | 244    |             | 1         |
| 9    | Daniel Hemetsberger | 239    |             | 1         |
| 10   | Florian Schieder    | 222    |             | 1         |

| Rang | Nom                | Points | Victoire(s) | Podium(s) |
| ---- | ------------------ | ------ | ----------- | --------- |
|      | Sofia Goggia       | 740    | 5           | 8         |
| 2    | Ilka Stuhec        | 551    | 2           | 4         |
| 3    | Corinne Suter      | 309    |             | 4         |
| 4    | Elena Curtoni      | 308    | 1           | 2         |
| 5    | Mirjam Puchner     | 273    |             |           |
| 6    | Lara Gut-Behrami   | 272    |             | 1         |
| 7    | Kira Weidle        | 250    |             | 2         |
| 8    | Kajsa Vickhoff Lie | 246    | 1           | 2         |
| 9    | Nina Ortlieb       | 229    |             | 1         |
| 10   | Ragnhild Mowinckel | 226    |             |           |

### Super-G
| Rang | Nom                 | Points | Victoire(s) | Podium(s) |
| ---- | ------------------- | ------ | ----------- | --------- |
|      | Marco Odermatt      | 740    | 6           | 8         |
| 2    | Aleksander A. Kilde | 512    | 2           | 6         |
| 3    | Vincent Kriechmayr  | 335    |             | 1         |
| 4    | Andreas Sander      | 265    |             | 1         |
| 5    | Alexis Pinturault   | 253    |             | 1         |
| 6    | Stefan Rogentin     | 180    |             | 1         |
| 7    | Justin Murisier     | 176    |             |           |
| 8    | Daniel Hemetsberger | 175    |             | 1         |
| 9    | Dominik Paris       | 174    |             | 1         |
| 10   | Stefan Babinsky     | 165    |             |           |

| Rang | Nom                | Points | Victoire(s) | Podium(s) |
| ---- | ------------------ | ------ | ----------- | --------- |
|      | Lara Gut-Behrami   | 413    | 2           | 4         |
| 2    | Federica Brignone  | 368    | 1           | 3         |
| 3    | Ragnhild Mowinckel | 366    | 1           | 3         |
| 4    | Elena Curtoni      | 358    |             | 2         |
| 5    | Cornelia Hütter    | 347    | 1           | 3         |
| 6    | Corinne Suter      | 259    | 1           | 1         |
| 7    | Mikaela Shiffrin   | 240    | 1           | 1         |
| 8    | Marta Bassino      | 200    |             | 2         |
| 9    | Michelle Gisin     | 198    |             |           |
| 10   | Mirjam Puchner     | 189    |             |           |

### Géant
| Rang | Nom                  | Points | Victoire(s) | Podium(s) |
| ---- | -------------------- | ------ | ----------- | --------- |
|      | Marco Odermatt       | 840    | 7           | 9         |
| 2    | Henrik Kristoffersen | 660    |             | 7         |
| 3    | Žan Kranjec          | 464    |             | 3         |
| 4    | Marco Schwarz        | 449    | 1           | 3         |
| 5    | Alexis Pinturault    | 409    |             | 2         |
| 6    | Loïc Meillard        | 406    | 1           | 2         |
| 7    | Lucas Braathen       | 372    | 1           | 1         |
| 8    | Gino Caviezel        | 277    |             | 1         |
| 9    | Rasmus Windingstad   | 239    |             | 1         |
| 10   | Filip Zubčić         | 221    |             |           |

| Rang | Nom                     | Points | Victoire(s) | Podium(s) |
| ---- | ----------------------- | ------ | ----------- | --------- |
|      | Mikaela Shiffrin        | 800    | 7           | 7         |
| 2    | Lara Gut-Behrami        | 532    | 1           | 4         |
| 3    | Marta Bassino           | 515    | 1           | 5         |
| 4    | Petra Vlhová            | 486    |             | 3         |
| 5    | Federica Brignone       | 476    |             | 3         |
| 6    | Sara Hector             | 393    |             | 4         |
| 7    | Valérie Grenier         | 354    | 1           | 2         |
| 8    | Tessa Worley            | 328    |             |           |
| 9    | Ragnhild Mowinckel      | 311    |             | 1         |
| 10   | Thea Louise Stjernesund | 236    |             | 1         |

### Slalom
| Rang | Nom                   | Points | Victoire(s) | Podium(s) |
| ---- | --------------------- | ------ | ----------- | --------- |
|      | Lucas Braathen        | 546    | 2           | 6         |
| 2    | Henrik Kristoffersen  | 494    | 2           | 4         |
| 3    | Ramon Zenhäusern      | 467    | 2           | 3         |
| 4    | Daniel Yule           | 401    | 2           | 3         |
| 5    | Manuel Feller         | 345    |             | 2         |
| 6    | Loïc Meillard         | 337    |             | 2         |
| 7    | Linus Strasser        | 321    |             | 2         |
| 8    | Clément Noël          | 292    | 1           | 3         |
| 9    | Alexander Steen Olsen | 275    | 1           | 1         |
| 10   | Timon Haugan          | 231    |             | 1         |

| Rang | Nom                   | Points | Victoire(s) | Podium(s) |
| ---- | --------------------- | ------ | ----------- | --------- |
|      | Mikaela Shiffrin      | 945    | 6           | 10        |
| 2    | Wendy Holdener        | 655    | 2           | 5         |
| 2    | Petra Vlhová          | 630    | 2           | 6         |
| 4    | Lena Dürr             | 493    | 1           | 4         |
| 5    | Anna Swenn-Larsson    | 470    | 1           | 4         |
| 6    | Leona Popović         | 349    |             | 1         |
| 7    | Paula Moltzan         | 297    |             | 1         |
| 8    | Ana Bucik             | 259    |             |           |
| 9    | Sara Hector           | 243    |             |           |
| 10   | Hanna Aronsson Elfman | 240    |             |           |

## Coupe des nations
| Rang | Nation     | Points | Victoire(s) | Podium(s) |
| ---- | ---------- | ------ | ----------- | --------- |
| 1    | Suisse     | 11318  | 24          | 57        |
| 2    | Autriche   | 8729   | 7           | 25        |
| 3    | Norvège    | 7611   | 17          | 43        |
| 4    | Italie     | 6723   | 8           | 31        |
| 5    | États-Unis | 4389   | 14          | 20        |

| Rang | Nation   | Points | Victoire(s) | Podium(s) |
| ---- | -------- | ------ | ----------- | --------- |
| 1    | Suisse   | 6298   | 18          | 36        |
| 2    | Norvège  | 5272   | 14          | 35        |
| 3    | Autriche | 4756   | 5           | 16        |
| 4    | Italie   | 2535   | 0           | 5         |
| 5    | France   | 2415   | 1           | 8         |

| Rang | Nation     | Points | Victoire(s) | Podium(s) |
| ---- | ---------- | ------ | ----------- | --------- |
| 1    | Suisse     | 5020   | 6           | 20        |
| 2    | Italie     | 4188   | 8           | 26        |
| 3    | Autriche   | 3973   | 2           | 8         |
| 4    | États-Unis | 3264   | 14          | 19        |
| 5    | Norvège    | 2339   | 2           | 7         |

## Calendrier et résultats

### Messieurs
| N°                                                              | Lieu                   | Date             | Épreuve         | Vainqueur | Deuxième | Troisième |
| --------------------------------------------------------------- | ---------------------- | ---------------- | --------------- | --- | --- | --- |
| 1                                                               | Sölden                 | 23 octobre 2022  | Géant           | Marco Odermatt | Žan Kranjec | Henrik Kristoffersen |
| -                                                               | Zermatt - Cervinia     | 29 octobre 2022  | Descente        | Annulé par manque de neige | Annulé par manque de neige | Annulé par manque de neige |
| -                                                               | Zermatt - Cervinia     | 30 octobre 2022  | Descente        | Annulé par manque de neige | Annulé par manque de neige | Annulé par manque de neige |
| -                                                               | Zürs                   | 13 novembre 2022 | Géant Parallèle | Annulé par manque de neige | Annulé par manque de neige | Annulé par manque de neige |
| -                                                               | Lake Louise            | 25 novembre 2022 | Descente        | Annulé pour cause de brouillard et reporté au lendemain. | Annulé pour cause de brouillard et reporté au lendemain. | Annulé pour cause de brouillard et reporté au lendemain. |
| 2                                                               | Lake Louise            | 26 novembre 2022 | Descente        | Aleksander A. Kilde | Daniel Hemetsberger | Marco Odermatt |
| 3                                                               | Lake Louise            | 27 novembre 2022 | Super-G         | Marco Odermatt | Aleksander A. Kilde | Matthias Mayer |
| -                                                               | Beaver Creek           | 2 décembre 2022  | Descente        | Annulé pour cause de mauvaises conditions climatiques. La descente est reprogramée à Val Gardena le 15 décembre.                                                     | Annulé pour cause de mauvaises conditions climatiques. La descente est reprogramée à Val Gardena le 15 décembre.                                                     | Annulé pour cause de mauvaises conditions climatiques. La descente est reprogramée à Val Gardena le 15 décembre.                                                     |
| 4                                                               | Beaver Creek           | 3 décembre 2022  | Descente        | Aleksander A. Kilde | Marco Odermatt | James Crawford |
| 5                                                               | Beaver Creek           | 4 décembre 2022  | Super-G         | Aleksander A. Kilde | Marco Odermatt | Alexis Pinturault |
| 6                                                               | Val d'Isère            | 10 décembre 2022 | Géant           | Marco Odermatt | Manuel Feller | Žan Kranjec |
| 7                                                               | Val d'Isère            | 11 décembre 2022 | Slalom          | Lucas Braathen | Manuel Feller | Loïc Meillard |
| 8                                                               | Val Gardena            | 15 décembre 2022 | Descente        | Vincent Kriechmayr | Marco Odermatt | Matthias Mayer |
| -                                                               | Val Gardena            | 16 décembre 2022 | Super-G         | Annulé pour cause de brouillard. | Annulé pour cause de brouillard. | Annulé pour cause de brouillard. |
| 9                                                               | Val Gardena            | 17 décembre 2022 | Descente        | Aleksander A. Kilde | Johan Clarey | Mattia Casse |
| 10                                                              | Alta Badia             | 18 décembre 2022 | Géant           | Lucas Braathen | Henrik Kristoffersen | Marco Odermatt |
| 11                                                              | Alta Badia             | 19 décembre 2022 | Géant           | Marco Odermatt | Henrik Kristoffersen | Žan Kranjec |
| 12                                                              | Madonna                | 22 décembre 2022 | Slalom          | Daniel Yule | Henrik Kristoffersen | Linus Straßer |
| 13                                                              | Bormio                 | 28 décembre 2022 | Descente        | Vincent Kriechmayr | James Crawford | Aleksander A. Kilde |
| 14                                                              | Bormio                 | 29 décembre 2022 | Super-G         | Marco Odermatt | Vincent Kriechmayr | Loïc Meillard |
| 15                                                              | Garmisch-Partenkirchen | 4 janvier 2023   | Slalom          | Henrik Kristoffersen | Manuel Feller | Clément Noël |
| 16                                                              | Adelboden              | 7 janvier 2023   | Géant           | Marco Odermatt | Henrik Kristoffersen | Loïc Meillard |
| 17                                                              | Adelboden              | 8 janvier 2023   | Slalom          | Lucas Braathen | Atle Lie McGrath | Linus Straßer |
| 18                                                              | Wengen                 | 13 janvier 2023  | Super G         | Aleksander A. Kilde | Stefan Rogentin | Marco Odermatt |
| 19                                                              | Wengen                 | 14 janvier 2023  | Descente        | Aleksander A. Kilde | Marco Odermatt | Mattia Casse |
| 20                                                              | Wengen                 | 15 janvier 2023  | Slalom          | Henrik Kristoffersen | Loïc Meillard | Lucas Braathen |
| 21                                                              | Kitzbühel              | 20 janvier 2023  | Descente        | Vincent Kriechmayr | Florian Schieder | Niels Hintermann |
| 22                                                              | Kitzbühel              | 21 janvier 2023  | Descente        | Aleksander A. Kilde | Johan Clarey | Travis Ganong |
| 23                                                              | Kitzbühel              | 22 janvier 2023  | Slalom          | Daniel Yule | Dave Ryding | Lucas Braathen |
| 24                                                              | Schladming             | 24 janvier 2023  | Slalom          | Clément Noël | Ramon Zenhäusern | Lucas Braathen |
| 25                                                              | Schladming             | 25 janvier 2023  | Géant           | Loïc Meillard | Gino Caviezel | Marco Schwarz |
| -                                                               | Garmisch-Partenkirchen | 28 janvier 2023  | Descente        | Annulé par manque de neige, le week-end est replacé à Cortina d'Ampezzo, mais la descente n'est pas remplacée. Le géant est repris cinq jours plus tôt à Schladming. | Annulé par manque de neige, le week-end est replacé à Cortina d'Ampezzo, mais la descente n'est pas remplacée. Le géant est repris cinq jours plus tôt à Schladming. | Annulé par manque de neige, le week-end est replacé à Cortina d'Ampezzo, mais la descente n'est pas remplacée. Le géant est repris cinq jours plus tôt à Schladming. |
| -                                                               | Garmisch-Partenkirchen | 29 janvier 2023  | Géant           | Annulé par manque de neige, le week-end est replacé à Cortina d'Ampezzo, mais la descente n'est pas remplacée. Le géant est repris cinq jours plus tôt à Schladming. | Annulé par manque de neige, le week-end est replacé à Cortina d'Ampezzo, mais la descente n'est pas remplacée. Le géant est repris cinq jours plus tôt à Schladming. | Annulé par manque de neige, le week-end est replacé à Cortina d'Ampezzo, mais la descente n'est pas remplacée. Le géant est repris cinq jours plus tôt à Schladming. |
| 26                                                              | Cortina d'Ampezzo      | 28 janvier 2023  | Super G         | Marco Odermatt | Aleksander A. Kilde | Mattia Casse |
| 27                                                              | Cortina d'Ampezzo      | 29 janvier 2023  | Super G         | Marco Odermatt | Dominik Paris | Daniel Hemetsberger |
| 28                                                              | Chamonix               | 4 février 2023   | Slalom          | Ramon Zenhäusern | AJ Ginnis | Daniel Yule |
| Courchevel-Méribel Championnats du monde (6 au 19 février 2023) |                        |                  |                 | | | |
| 29                                                              | Palisades Tahoe        | 25 février 2023  | Géant           | Marco Schwarz | Marco Odermatt | Rasmus Windingstad |
| 30                                                              | Palisades Tahoe        | 26 février 2023  | Slalom          | Alexander Steen Olsen | Timon Haugan | Clément Noël Albert Popov |
| -                                                               | Aspen                  | 3 mars 2023      | Descente        | Annulée après le passage de 24 coureurs en raison des mauvaises conditions météorologiques                                                                           | Annulée après le passage de 24 coureurs en raison des mauvaises conditions météorologiques                                                                           | Annulée après le passage de 24 coureurs en raison des mauvaises conditions météorologiques                                                                           |
| 31                                                              | Aspen                  | 4 mars 2023      | Descente        | Aleksander A. Kilde | James Crawford | Marco Odermatt |
| 32                                                              | Aspen                  | 5 mars 2023      | Super G         | Marco Odermatt | Andreas Sander | Aleksander A. Kilde |
| 33                                                              | Kranjska Gora          | 11 mars 2023     | Géant           | Marco Odermatt | Alexis Pinturault | Henrik Kristoffersen |
| 34                                                              | Kranjska Gora          | 12 mars 2023     | Géant           | Marco Odermatt | Henrik Kristoffersen | Alexis Pinturault |
| Finales                                                         |                        |                  |                 | | | |
| 35                                                              | Soldeu                 | 15 mars 2023     | Descente        | Vincent Kriechmayr | Romed Baumann | Andreas Sander |
| 36                                                              | Soldeu                 | 16 mars 2023     | Super-G         | Marco Odermatt | Marco Schwarz | Aleksander A. Kilde |
| 37                                                              | Soldeu                 | 18 mars 2023     | Géant           | Marco Odermatt | Henrik Kristoffersen | Marco Schwarz |
| 38                                                              | Soldeu                 | 19 mars 2023     | Slalom          | Ramon Zenhäusern | Lucas Braathen | Henrik Kristoffersen |

### Dames
| N°                                                              | Lieu               | Date             | Épreuve                           | Vainqueur                                                                                        | Deuxième                                                                                         | Troisième                                                                                        |
| --------------------------------------------------------------- | ------------------ | ---------------- | --------------------------------- | ------------------------------------------------------------------------------------------------ | ------------------------------------------------------------------------------------------------ | ------------------------------------------------------------------------------------------------ |
| -                                                               | Sölden             | 22 octobre 2022  | Géant                             | Épreuve annulée en raison des conditions météorologiques et reprogrammé à Semmering fin décembre | Épreuve annulée en raison des conditions météorologiques et reprogrammé à Semmering fin décembre | Épreuve annulée en raison des conditions météorologiques et reprogrammé à Semmering fin décembre |
| -                                                               | Zermatt - Cervinia | 5 novembre 2022  | Descente                          | Annulé par manque de neige                                                                       | Annulé par manque de neige                                                                       | Annulé par manque de neige                                                                       |
| -                                                               | Zermatt - Cervinia | 6 novembre 2022  | Descente                          | Annulé par manque de neige                                                                       | Annulé par manque de neige                                                                       | Annulé par manque de neige                                                                       |
| -                                                               | Zürs               | 13 novembre 2022 | Géant Parallèle                   | Annulé par manque de neige                                                                       | Annulé par manque de neige                                                                       | Annulé par manque de neige                                                                       |
| 1                                                               | Levi               | 19 novembre 2022 | Slalom                            | Mikaela Shiffrin                                                                                 | Anna Swenn-Larsson                                                                               | Petra Vlhová                                                                                     |
| 2                                                               | 20 novembre 2022   | Slalom           | Mikaela Shiffrin                  | Wendy Holdener                                                                                   | Petra Vlhová                                                                                     |                                                                                                  |
| 3                                                               | Killington         | 26 novembre 2022 | Géant                             | Lara Gut-Behrami                                                                                 | Marta Bassino                                                                                    | Sara Hector                                                                                      |
| 4                                                               | 27 novembre 2021   | Slalom           | Anna Swenn-Larsson Wendy Holdener |                                                                                                  | Katharina Truppe                                                                                 |                                                                                                  |
| 5                                                               | Lake Louise        | 2 décembre 2022  | Descente                          | Sofia Goggia                                                                                     | Corinne Suter                                                                                    | Cornelia Hütter                                                                                  |
| 6                                                               | Lake Louise        | 3 décembre 2022  | Descente                          | Sofia Goggia                                                                                     | Nina Ortlieb                                                                                     | Corinne Suter                                                                                    |
| 7                                                               | Lake Louise        | 4 décembre 2022  | Super-G                           | Corinne Suter                                                                                    | Cornelia Hütter                                                                                  | Ragnhild Mowinckel                                                                               |
| 8                                                               | Sestrières         | 10 décembre 2022 | Géant                             | Marta Bassino                                                                                    | Sara Hector                                                                                      | Petra Vlhová                                                                                     |
| 9                                                               | Sestrières         | 11 décembre 2022 | Slalom                            | Wendy Holdener                                                                                   | Mikaela Shiffrin                                                                                 | Petra Vlhová                                                                                     |
| 10                                                              | Saint-Moritz       | 16 décembre 2022 | Descente                          | Elena Curtoni                                                                                    | Sofia Goggia                                                                                     | Corinne Suter                                                                                    |
| 11                                                              | Saint-Moritz       | 17 décembre 2022 | Descente                          | Sofia Goggia                                                                                     | Ilka Štuhec                                                                                      | Kira Weidle                                                                                      |
| 12                                                              | Saint-Moritz       | 18 décembre 2022 | Super-G                           | Mikaela Shiffrin                                                                                 | Elena Curtoni                                                                                    | Romane Miradoli                                                                                  |
| 13                                                              | Semmering          | 27 décembre 2022 | Géant                             | Mikaela Shiffrin                                                                                 | Petra Vlhová                                                                                     | Marta Bassino                                                                                    |
| 14                                                              | Semmering          | 28 décembre 2022 | Géant                             | Mikaela Shiffrin                                                                                 | Lara Gut-Behrami                                                                                 | Marta Bassino                                                                                    |
| 15                                                              | Semmering          | 29 décembre 2022 | Slalom                            | Mikaela Shiffrin                                                                                 | Paula Moltzan                                                                                    | Lena Dürr                                                                                        |
| 16                                                              | Zagreb             | 4 janvier 2023   | Slalom                            | Mikaela Shiffrin                                                                                 | Petra Vlhová                                                                                     | Anna Swenn-Larsson                                                                               |
| -                                                               | Zagreb             | 5 janvier 2023   | Slalom                            | Annulé à cause des conditions météorologiques                                                    | Annulé à cause des conditions météorologiques                                                    | Annulé à cause des conditions météorologiques                                                    |
| 17                                                              | Kranjska Gora      | 7 janvier 2023   | Géant                             | Valérie Grenier                                                                                  | Marta Bassino                                                                                    | Petra Vlhová                                                                                     |
| 18                                                              | Kranjska Gora      | 8 janvier 2023   | Géant                             | Mikaela Shiffrin                                                                                 | Federica Brignone                                                                                | Lara Gut-Behrami                                                                                 |
| 19                                                              | Flachau            | 10 janvier 2023  | Slalom                            | Petra Vlhová                                                                                     | Mikaela Shiffrin                                                                                 | Lena Dürr                                                                                        |
| 20                                                              | Saint-Anton        | 14 janvier 2023  | Super-G                           | Federica Brignone                                                                                | Joana Hählen                                                                                     | Lara Gut-Behrami                                                                                 |
| 21                                                              | Saint-Anton        | 15 janvier 2023  | Super G                           | Lara Gut-Behrami                                                                                 | Federica Brignone                                                                                | Marta Bassino                                                                                    |
| 22                                                              | Cortina d'Ampezzo  | 20 janvier 2023  | Descente                          | Sofia Goggia                                                                                     | Ilka Štuhec                                                                                      | Kira Weidle                                                                                      |
| 23                                                              | Cortina d'Ampezzo  | 21 janvier 2023  | Descente                          | Ilka Štuhec                                                                                      | Kajsa Vickhoff Lie                                                                               | Elena Curtoni                                                                                    |
| 24                                                              | Cortina d'Ampezzo  | 22 janvier 2023  | Super-G                           | Ragnhild Mowinckel                                                                               | Cornelia Hütter                                                                                  | Marta Bassino                                                                                    |
| 25                                                              | Kronplatz          | 24 janvier 2023  | Géant                             | Mikaela Shiffrin                                                                                 | Lara Gut-Behrami                                                                                 | Federica Brignone                                                                                |
| 26                                                              | Kronplatz          | 25 janvier 2023  | Géant                             | Mikaela Shiffrin                                                                                 | Ragnhild Mowinckel                                                                               | Sara Hector                                                                                      |
| 27                                                              | Špindlerův Mlýn    | 28 janvier 2023  | Slalom                            | Mikaela Shiffrin                                                                                 | Lena Dürr                                                                                        | Wendy Holdener                                                                                   |
| 28                                                              | Špindlerův Mlýn    | 29 janvier 2023  | Slalom                            | Lena Dürr                                                                                        | Mikaela Shiffrin                                                                                 | Zrinka Ljutić                                                                                    |
| Courchevel-Méribel Championnats du monde (6 au 19 février 2023) |                    |                  |                                   |                                                                                                  |                                                                                                  |                                                                                                  |
| 29                                                              | Crans-Montana      | 26 février 2023  | Descente                          | Sofia Goggia                                                                                     | Federica Brignone                                                                                | Laura Gauché                                                                                     |
| -                                                               | Crans-Montana      | 26 février 2023  | Super G                           | Épreuve annulée et remplacée par la descente qui devait initialement avoir lieu le 25 février    | Épreuve annulée et remplacée par la descente qui devait initialement avoir lieu le 25 février    | Épreuve annulée et remplacée par la descente qui devait initialement avoir lieu le 25 février    |
| 30                                                              | Kvitfjell          | 3 mars 2023      | Super G                           | Cornelia Hütter                                                                                  | Elena Curtoni                                                                                    | Lara Gut-Behrami                                                                                 |
| 31                                                              | Kvitfjell          | 4 mars 2023      | Descente                          | Kajsa Vickhoff Lie                                                                               | Sofia Goggia                                                                                     | Corinne Suter                                                                                    |
| 32                                                              | Kvitfjell          | 5 mars 2023      | Super G                           | Nina Ortlieb                                                                                     | Stephanie Venier                                                                                 | Franziska Gritsch                                                                                |
| 33                                                              | Åre                | 10 mars 2023     | Géant                             | Mikaela Shiffrin                                                                                 | Federica Brignone                                                                                | Sara Hector                                                                                      |
| 34                                                              | Åre                | 11 mars 2022     | Slalom                            | Mikaela Shiffrin                                                                                 | Wendy Holdener                                                                                   | Anna Swenn-Larsson                                                                               |
| Finales                                                         |                    |                  |                                   |                                                                                                  |                                                                                                  |                                                                                                  |
| 35                                                              | Soldeu             | 15 mars 2023     | Descente                          | Ilka Štuhec                                                                                      | Sofia Goggia                                                                                     | Lara Gut-Behrami                                                                                 |
| 36                                                              | Soldeu             | 16 mars 2023     | Super-G                           | Lara Gut-Behrami                                                                                 | Federica Brignone                                                                                | Ragnhild Mowinckel                                                                               |
| 37                                                              | Soldeu             | 18 mars 2023     | Slalom                            | Petra Vlhová                                                                                     | Leona Popović                                                                                    | Mikaela Shiffrin                                                                                 |
| 38                                                              | Soldeu             | 19 mars 2023     | Géant                             | Mikaela Shiffrin                                                                                 | Thea Louise Stjernesund                                                                          | Valérie Grenier                                                                                  |

### Mixte
| N°                                                              | Lieu   | Date         | Épreuve              | Vainqueur                                                                                    | Deuxième                                                                  | Troisième                                                                 |
| --------------------------------------------------------------- | ------ | ------------ | -------------------- | -------------------------------------------------------------------------------------------- | ------------------------------------------------------------------------- | ------------------------------------------------------------------------- |
| Courchevel-Méribel Championnats du monde (6 au 19 février 2023) |        |              |                      |                                                                                              |                                                                           |                                                                           |
| 1                                                               | Soldeu | 17 mars 2023 | Parallèle par équipe | Norvège- Thea Louise Stjernesund - Rasmus Windingstad - Maria Therese Tviberg - Timon Haugan | Suisse- Camille Rast - Livio Simonet - Andrea Ellenberger - Semyel Bissig | Autriche- Franziska Gritsch - Fabio Gstrein - Julia Scheib - Adrian Pertl |